# The Fallen King
The Fallen King je debutové album italské powermetalové hudební skupiny Frozen Crown. Vydáno bylo 24. ledna 2018 prostřednictvím společnosti Scarlet Records. Jde o koncepční album, které ovšem nespojuje příběh, nýbrž atmosféra, u níž se skupina inspirovala především norskou mytologií.

## Seznam skladeb
| Pořadí         | Název            | Délka |
| -------------- | ---------------- | ----- |
| 1.             | Fail No More     | 4:09  |
| 2.             | To Infinity      | 4:11  |
| 3.             | Kings            | 4:07  |
| 4.             | I Am the Tyrant  | 4:48  |
| 5.             | The Shieldmaiden | 5:50  |
| 6.             | Chasing Lights   | 4:47  |
| 7.             | Queen of Blades  | 4:19  |
| 8.             | Across the Sea   | 4:45  |
| 9.             | Everwinter       | 3:38  |
| 10.            | Netherstorm      | 3:55  |
| Celková délka: | Celková délka:   | 44:29 |

## Obsazení
- Giada Etro – zpěv
- Federico Mondelli – kytara, klávesy, zpěv
- Talia Bellazecca – kytara
- Filippo Zavattari – basová kytara
- Alberto Mezzanotte – bicí